# Coupe Davis 1949
Pour un article plus général, voir Coupe Davis.
Navigation
Édition précédente Édition suivante
La Coupe Davis 1949 est la 38e édition de ce tournoi de tennis professionnel masculin par nations. Les rencontres se déroulent du 28 avril au 28 août dans différents lieux.
Les États-Unis (triple tenants du titre) remporte leur 16e saladier d'argent grâce à leur victoire lors du "Challenge Round" face à l'Australie (triple finaliste sortante) par quatre victoires à une .

## Contexte
Le tournoi se déroule au préalable dans les tours préliminaires de la "Zone Europe". Un total de 29 nations participent à la compétition :
- 4 dans la "Zone Amérique",
- 24 dans la "Zone Europe" (incluant l'Afrique),
- plus les États-Unis ayant remporté l'édition précédente, ainsi qualifiés pour le "Challenge round".

## Déroulement du tournoi
Les États-Unis remportent un 16e titre et un 4e consécutif grâce à leur victoire dans le Challenge Round face à l'Australie à Forest Hills.
L'Américain Frank Parker, double vainqueur des Internationaux de France, est absent de cette rencontre car il vient de signer un contrat chez les professionnels. Il est remplacé par Pancho Gonzales qui dispute ainsi l'unique rencontre de Coupe Davis de sa carrière. Côté australien, le champion d'Australie Frank Sedgman remplace le vieillissant Adrian Quist. Il ne parvient cependant pas à peser lors de cette rencontre, ne marquant aucun set. Seul le double Bromwich-Sidwell arrache un point en retournant un match mal engagé.
En finale interzone, l'Australie bat facilement l'Italie de Cucelli-Del Bello.

## Résultats

### Tableau du top 16 mondial
|  | Huitièmes de finale Plusieurs dates                                           | Huitièmes de finale Plusieurs dates                                        |         |                                                       | Quarts de finale Plusieurs dates                            | Quarts de finale Plusieurs dates                            |  |  | Demi-finales Plusieurs dates                                      | Demi-finales Plusieurs dates                                      |  |  | Finale du tout venant 12 - 15 août          | Finale du tout venant 12 - 15 août          |
|  | Huitièmes de finale Plusieurs dates                                           | Huitièmes de finale Plusieurs dates                                        |         |                                                       | Quarts de finale Plusieurs dates                            | Quarts de finale Plusieurs dates                            |  |  | Demi-finales Plusieurs dates                                      | Demi-finales Plusieurs dates                                      |  |  | Finale du tout venant 12 - 15 août          | Finale du tout venant 12 - 15 août          |
|  |                                                                               |                                                                            |         |                                                       |                                                             |                                                             |  |  |                                                                   |                                                                   |  |  |                                             |                                             |
|  | Quart de finale Europe (9 - 11 juin) Budapest, Hongrie (???)                  | Quart de finale Europe (9 - 11 juin) Budapest, Hongrie (???)               |         |                                                       | Demi-finale Europe (9 - 11 juillet) Budapest, Hongrie (???) | Demi-finale Europe (9 - 11 juillet) Budapest, Hongrie (???) |  |  | Finale Europe (23 - 25 juillet) Paris, France (terre battue ext.) | Finale Europe (23 - 25 juillet) Paris, France (terre battue ext.) |  |  | Inter-zone Rye, NY, États-Unis (gazon ext.) | Inter-zone Rye, NY, États-Unis (gazon ext.) |
|  | Quart de finale Europe (9 - 11 juin) Budapest, Hongrie (???)                  | Quart de finale Europe (9 - 11 juin) Budapest, Hongrie (???)               |         |                                                       | Demi-finale Europe (9 - 11 juillet) Budapest, Hongrie (???) | Demi-finale Europe (9 - 11 juillet) Budapest, Hongrie (???) |  |  | Finale Europe (23 - 25 juillet) Paris, France (terre battue ext.) | Finale Europe (23 - 25 juillet) Paris, France (terre battue ext.) |  |  | Inter-zone Rye, NY, États-Unis (gazon ext.) | Inter-zone Rye, NY, États-Unis (gazon ext.) |
|  | Suisse                                                                        | 0                                                                          |         |                                                       | Demi-finale Europe (9 - 11 juillet) Budapest, Hongrie (???) | Demi-finale Europe (9 - 11 juillet) Budapest, Hongrie (???) |  |  | Finale Europe (23 - 25 juillet) Paris, France (terre battue ext.) | Finale Europe (23 - 25 juillet) Paris, France (terre battue ext.) |  |  | Inter-zone Rye, NY, États-Unis (gazon ext.) | Inter-zone Rye, NY, États-Unis (gazon ext.) |
|  | Suisse                                                                        | 0                                                                          |         |                                                       | Demi-finale Europe (9 - 11 juillet) Budapest, Hongrie (???) | Demi-finale Europe (9 - 11 juillet) Budapest, Hongrie (???) |  |  | Finale Europe (23 - 25 juillet) Paris, France (terre battue ext.) | Finale Europe (23 - 25 juillet) Paris, France (terre battue ext.) |  |  | Inter-zone Rye, NY, États-Unis (gazon ext.) | Inter-zone Rye, NY, États-Unis (gazon ext.) |
|  | Hongrie                                                                       | 5                                                                          |         |                                                       | Demi-finale Europe (9 - 11 juillet) Budapest, Hongrie (???) | Demi-finale Europe (9 - 11 juillet) Budapest, Hongrie (???) |  |  | Finale Europe (23 - 25 juillet) Paris, France (terre battue ext.) | Finale Europe (23 - 25 juillet) Paris, France (terre battue ext.) |  |  | Inter-zone Rye, NY, États-Unis (gazon ext.) | Inter-zone Rye, NY, États-Unis (gazon ext.) |
|  | Hongrie                                                                       | 5                                                                          | Hongrie | 2                                                     |                                                             |                                                             |  |  | Finale Europe (23 - 25 juillet) Paris, France (terre battue ext.) | Finale Europe (23 - 25 juillet) Paris, France (terre battue ext.) |  |  | Inter-zone Rye, NY, États-Unis (gazon ext.) | Inter-zone Rye, NY, États-Unis (gazon ext.) |
|  | Quart de finale Europe (11 - 13 juin) Paris, France (terre battue ext.)       |                                                                            | Hongrie | 2                                                     |                                                             |                                                             |  |  | Finale Europe (23 - 25 juillet) Paris, France (terre battue ext.) | Finale Europe (23 - 25 juillet) Paris, France (terre battue ext.) |  |  | Inter-zone Rye, NY, États-Unis (gazon ext.) | Inter-zone Rye, NY, États-Unis (gazon ext.) |
|  |                                                                               | France                                                                     | 3       |                                                       |                                                             |                                                             |  |  | Finale Europe (23 - 25 juillet) Paris, France (terre battue ext.) | Finale Europe (23 - 25 juillet) Paris, France (terre battue ext.) |  |  | Inter-zone Rye, NY, États-Unis (gazon ext.) | Inter-zone Rye, NY, États-Unis (gazon ext.) |
|  | France                                                                        | France                                                                     | 3       | 3                                                     |                                                             |                                                             |  |  | Finale Europe (23 - 25 juillet) Paris, France (terre battue ext.) | Finale Europe (23 - 25 juillet) Paris, France (terre battue ext.) |  |  | Inter-zone Rye, NY, États-Unis (gazon ext.) | Inter-zone Rye, NY, États-Unis (gazon ext.) |
|  | France                                                                        | Demi-finale Europe (8 - 10 juillet) Rome, Italie (terre battue ext.)       |         | 3                                                     |                                                             |                                                             |  |  | Finale Europe (23 - 25 juillet) Paris, France (terre battue ext.) | Finale Europe (23 - 25 juillet) Paris, France (terre battue ext.) |  |  | Inter-zone Rye, NY, États-Unis (gazon ext.) | Inter-zone Rye, NY, États-Unis (gazon ext.) |
|  | Tchécoslovaquie                                                               | 2                                                                          |         |                                                       |                                                             |                                                             |  |  | Finale Europe (23 - 25 juillet) Paris, France (terre battue ext.) | Finale Europe (23 - 25 juillet) Paris, France (terre battue ext.) |  |  | Inter-zone Rye, NY, États-Unis (gazon ext.) | Inter-zone Rye, NY, États-Unis (gazon ext.) |
|  | Tchécoslovaquie                                                               | 2                                                                          | France  | 2                                                     |                                                             |                                                             |  |  |                                                                   |                                                                   |  |  | Inter-zone Rye, NY, États-Unis (gazon ext.) | Inter-zone Rye, NY, États-Unis (gazon ext.) |
|  | Quart de finale Europe (10 - 12 juin) Turin, Italie (terre battue ext.)       |                                                                            | France  | 2                                                     |                                                             |                                                             |  |  |                                                                   |                                                                   |  |  | Inter-zone Rye, NY, États-Unis (gazon ext.) | Inter-zone Rye, NY, États-Unis (gazon ext.) |
|  |                                                                               | Italie                                                                     | 3       |                                                       |                                                             |                                                             |  |  |                                                                   |                                                                   |  |  | Inter-zone Rye, NY, États-Unis (gazon ext.) | Inter-zone Rye, NY, États-Unis (gazon ext.) |
|  | Italie                                                                        | Italie                                                                     | 3       | 4                                                     |                                                             |                                                             |  |  |                                                                   |                                                                   |  |  | Inter-zone Rye, NY, États-Unis (gazon ext.) | Inter-zone Rye, NY, États-Unis (gazon ext.) |
|  | Italie                                                                        | Finale Amériques (29 - 31 juillet) Wilmington, DE, États-Unis (gazon ext.) |         | 4                                                     |                                                             |                                                             |  |  |                                                                   |                                                                   |  |  | Inter-zone Rye, NY, États-Unis (gazon ext.) | Inter-zone Rye, NY, États-Unis (gazon ext.) |
|  | Chili                                                                         | 1                                                                          |         |                                                       |                                                             |                                                             |  |  |                                                                   |                                                                   |  |  | Inter-zone Rye, NY, États-Unis (gazon ext.) | Inter-zone Rye, NY, États-Unis (gazon ext.) |
|  | Chili                                                                         | 1                                                                          | Italie  | 4                                                     |                                                             |                                                             |  |  |                                                                   |                                                                   |  |  | Inter-zone Rye, NY, États-Unis (gazon ext.) | Inter-zone Rye, NY, États-Unis (gazon ext.) |
|  | Quart de finale Europe (10 - 12 juin) Zagreb, Yougoslavie (terre battue ext.) |                                                                            | Italie  | 4                                                     |                                                             |                                                             |  |  |                                                                   |                                                                   |  |  | Inter-zone Rye, NY, États-Unis (gazon ext.) | Inter-zone Rye, NY, États-Unis (gazon ext.) |
|  |                                                                               | Yougoslavie                                                                | 1       |                                                       |                                                             |                                                             |  |  |                                                                   |                                                                   |  |  | Inter-zone Rye, NY, États-Unis (gazon ext.) | Inter-zone Rye, NY, États-Unis (gazon ext.) |
|  | Suède                                                                         | Yougoslavie                                                                | 1       | 2                                                     |                                                             |                                                             |  |  |                                                                   |                                                                   |  |  | Inter-zone Rye, NY, États-Unis (gazon ext.) | Inter-zone Rye, NY, États-Unis (gazon ext.) |
|  | Suède                                                                         | Demi-finale Amériques (21 - 23 juillet) Montréal, Canada (gazon ext.)      |         | 2                                                     |                                                             |                                                             |  |  |                                                                   |                                                                   |  |  | Inter-zone Rye, NY, États-Unis (gazon ext.) | Inter-zone Rye, NY, États-Unis (gazon ext.) |
|  | Yougoslavie                                                                   | 3                                                                          |         |                                                       |                                                             |                                                             |  |  |                                                                   |                                                                   |  |  | Inter-zone Rye, NY, États-Unis (gazon ext.) | Inter-zone Rye, NY, États-Unis (gazon ext.) |
|  | Yougoslavie                                                                   | 3                                                                          | Italie  | 0                                                     |                                                             |                                                             |  |  |                                                                   |                                                                   |  |  |                                             |                                             |
|  |                                                                               |                                                                            | Italie  | 0                                                     |                                                             |                                                             |  |  |                                                                   |                                                                   |  |  |                                             |                                             |
|  |                                                                               | Australie                                                                  | 5       |                                                       |                                                             |                                                             |  |  |                                                                   |                                                                   |  |  |                                             |                                             |
|  | Australie                                                                     | Australie                                                                  | 5       |                                                       |                                                             |                                                             |  |  |                                                                   |                                                                   |  |  |                                             |                                             |
|  |                                                                               |                                                                            |         |                                                       |                                                             |                                                             |  |  |                                                                   |                                                                   |  |  |                                             |                                             |
|  | Bye                                                                           |                                                                            |         |                                                       |                                                             |                                                             |  |  |                                                                   |                                                                   |  |  |                                             |                                             |
|  | Australie                                                                     | 4                                                                          |         |                                                       |                                                             |                                                             |  |  |                                                                   |                                                                   |  |  |                                             |                                             |
|  | Australie                                                                     | 4                                                                          |         |                                                       |                                                             |                                                             |  |  |                                                                   |                                                                   |  |  |                                             |                                             |
|  |                                                                               | Canada                                                                     | 1       |                                                       |                                                             |                                                             |  |  |                                                                   |                                                                   |  |  |                                             |                                             |
|  | Canada                                                                        | Canada                                                                     | 1       |                                                       |                                                             |                                                             |  |  |                                                                   |                                                                   |  |  |                                             |                                             |
|  | Demi-finale Amériques (2 - 4 juillet) La Havane, Cuba (???)                   |                                                                            |         |                                                       |                                                             |                                                             |  |  |                                                                   |                                                                   |  |  |                                             |                                             |
|  | Bye                                                                           |                                                                            |         |                                                       |                                                             |                                                             |  |  |                                                                   |                                                                   |  |  |                                             |                                             |
|  | Australie                                                                     | 5                                                                          |         |                                                       |                                                             |                                                             |  |  |                                                                   |                                                                   |  |  |                                             |                                             |
|  | Australie                                                                     | 5                                                                          |         |                                                       |                                                             |                                                             |  |  |                                                                   |                                                                   |  |  |                                             |                                             |
|  |                                                                               | Mexique                                                                    | 0       |                                                       |                                                             |                                                             |  |  |                                                                   |                                                                   |  |  |                                             |                                             |
|  | Cuba                                                                          | Mexique                                                                    | 0       |                                                       |                                                             |                                                             |  |  |                                                                   |                                                                   |  |  |                                             |                                             |
|  |                                                                               |                                                                            |         |                                                       |                                                             |                                                             |  |  |                                                                   |                                                                   |  |  |                                             |                                             |
|  | Bye                                                                           |                                                                            |         | Challenge round 26 - 28 août                          | Challenge round 26 - 28 août                                |                                                             |  |  |                                                                   |                                                                   |  |  |                                             |                                             |
|  | Bye                                                                           | Cuba                                                                       | 1       | Challenge round 26 - 28 août                          | Challenge round 26 - 28 août                                |                                                             |  |  |                                                                   |                                                                   |  |  |                                             |                                             |
|  |                                                                               | Cuba                                                                       | 1       | Challenge round New York, NY, États-Unis (gazon ext.) |                                                             |                                                             |  |  |                                                                   |                                                                   |  |  |                                             |                                             |
|  |                                                                               | Mexique                                                                    | 4       |                                                       |                                                             |                                                             |  |  |                                                                   |                                                                   |  |  |                                             |                                             |
|  | Mexique                                                                       | Mexique                                                                    | 4       |                                                       | États-Unis                                                  | 4                                                           |  |  |                                                                   |                                                                   |  |  |                                             |                                             |
|  | Mexique                                                                       |                                                                            |         |                                                       | États-Unis                                                  | 4                                                           |  |  |                                                                   |                                                                   |  |  |                                             |                                             |
|  | Bye                                                                           |                                                                            |         | Australie                                             | 1                                                           |                                                             |  |  |                                                                   |                                                                   |  |  |                                             |                                             |
|  | Bye                                                                           |                                                                            |         | Australie                                             | 1                                                           |                                                             |  |  |                                                                   |                                                                   |  |  |                                             |                                             |

### Matchs détaillés

#### Huitièmes de finale
Les "huitièmes de finale mondiaux" correspondent aux quart de finales des zones continentales.

#### Quarts de finale
Les "quarts de finale mondiaux" correspondent aux demi-finales des zones continentales.

#### Demi-finales
Les "demi-finales mondiales" correspondent aux finales des zones continentales.

#### Finale du tout venant
| | Australie | 5                             | - | 0 | Italie |   |  |
| --- | --------- | ----------------------------- | - | - | ------ | - |  |
| Westchester Country Club, Rye, NY, États-Unis |           |                               |   |   |        |   |  |
| du 12 au 25 août 1949 sur gazon (ext.) |           |                               |   |   |        |   |  |
| \| 1 \| \| Bill Sidwell \| 6 \| 6 \| 2 \| 6 \| \| \| 1 \| \| Gianni Cucelli \| 2 \| 4 \| 6 \| 2 \| \| \| 2 \| \| Frank Sedgman \| 6 \| 6 \| 6 \| \| \| \| 2 \| \| Marcello Del Bello \| 0 \| 4 \| 4 \| \| \| \| 3 \| \| J. Bromwich - F. Sedgman \| 2 \| 6 \| 6 \| 6 \| \| \| 3 \| \| Gianni Cucelli - M. Del Bello \| 6 \| 2 \| 2 \| 1 \| \| \| \| \| \| \| \| \| \| \| \| 4 \| \| Bill Sidwell \| 6 \| 6 \| 6 \| \| \| \| 4 \| \| Marcello Del Bello \| 1 \| 1 \| 0 \| \| \| \| \| \| \| \| \| \| \| \| \| 5 \| \| Frank Sedgman \| 1 \| 6 \| 6 \| 6 \| \| \| 5 \| \| Gianni Cucelli \| 6 \| 1 \| 2 \| 2 \| \| \| \| \| \| \| \| \| \| \| |           |                               |   |   |        |   |  |
| 1 |           | Bill Sidwell                  | 6 | 6 | 2      | 6 |  |
| 1 |           | Gianni Cucelli                | 2 | 4 | 6      | 2 |  |
| 2 |           | Frank Sedgman                 | 6 | 6 | 6      |   |  |
| 2 |           | Marcello Del Bello            | 0 | 4 | 4      |   |  |
| 3 |           | J. Bromwich - F. Sedgman      | 2 | 6 | 6      | 6 |  |
| 3 |           | Gianni Cucelli - M. Del Bello | 6 | 2 | 2      | 1 |  |
| |           |                               |   |   |        |   |  |
| 4 |           | Bill Sidwell                  | 6 | 6 | 6      |   |  |
| 4 |           | Marcello Del Bello            | 1 | 1 | 0      |   |  |
| |           |                               |   |   |        |   |  |
| 5 |           | Frank Sedgman                 | 1 | 6 | 6      | 6 |  |
| 5 |           | Gianni Cucelli                | 6 | 1 | 2      | 2 |  |
| |           |                               |   |   |        |   |  |

#### Challenge Round
La finale de la Coupe Davis 1949 se joue entre les États-Unis et l'Australie.
| | États-Unis | 4                             | - | 1 | Australie |   |   |
| --- | ---------- | ----------------------------- | - | - | --------- | - | - |
| West Side T.C., New York, NY, États-Unis |            |                               |   |   |           |   |   |
| du 26 au 28 août 1949 sur gazon (ext.) |            |                               |   |   |           |   |   |
| \| 1 \| \| Ted Schroeder \| 6 \| 5 \| 4 \| 6 \| 6 \| \| 1 \| \| Bill Sidwell \| 1 \| 7 \| 6 \| 2 \| 3 \| \| 2 \| \| Pancho Gonzales \| 8 \| 6 \| 9 \| \| \| \| 2 \| \| Frank Sedgman \| 6 \| 4 \| 7 \| \| \| \| 3 \| \| Gardnar Mulloy - Bill Talbert \| 6 \| 6 \| 8 \| 7 \| 7 \| \| 3 \| \| John Bromwich - Bill Sidwell \| 3 \| 4 \| 10 \| 9 \| 9 \| \| \| \| \| \| \| \| \| \| \| 4 \| \| Ted Schroeder \| 6 \| 6 \| 6 \| \| \| \| 4 \| \| Frank Sedgman \| 4 \| 3 \| 3 \| \| \| \| \| \| \| \| \| \| \| \| \| 5 \| \| Pancho Gonzales \| 6 \| 6 \| 6 \| \| \| \| 5 \| \| Bill Sidwell \| 1 \| 3 \| 3 \| \| \| \| \| \| \| \| \| \| \| \| |            |                               |   |   |           |   |   |
| 1 |            | Ted Schroeder                 | 6 | 5 | 4         | 6 | 6 |
| 1 |            | Bill Sidwell                  | 1 | 7 | 6         | 2 | 3 |
| 2 |            | Pancho Gonzales               | 8 | 6 | 9         |   |   |
| 2 |            | Frank Sedgman                 | 6 | 4 | 7         |   |   |
| 3 |            | Gardnar Mulloy - Bill Talbert | 6 | 6 | 8         | 7 | 7 |
| 3 |            | John Bromwich - Bill Sidwell  | 3 | 4 | 10        | 9 | 9 |
| |            |                               |   |   |           |   |   |
| 4 |            | Ted Schroeder                 | 6 | 6 | 6         |   |   |
| 4 |            | Frank Sedgman                 | 4 | 3 | 3         |   |   |
| |            |                               |   |   |           |   |   |
| 5 |            | Pancho Gonzales               | 6 | 6 | 6         |   |   |
| 5 |            | Bill Sidwell                  | 1 | 3 | 3         |   |   |
| |            |                               |   |   |           |   |   |